# Reino de Tondó
El  Reino de Tondó (también conocido como Tundo, Tundun, Tundok, Lusung) fue antaño un reino situado geográficamente en la Bahía de Manila, en la margen derecha del río Pasig, en la isla de Luzón.
En el año 900 la Dinastía de Tondó, de procedencia hindú, se asentó en la bahía de Manila convirtiendo la ciudad en el centro de distribución de las mercancías chinas para todo el sudeste de Asia.
Alrededor del año 1500, Tondó sufre un ataque del Reino de Brunéi, que vence y funda una ciudad en la margen izquierda del río Pasig con el nombre malayo de Selurong, la futura Maynila. Los Rajás tradicionales de Tondó, Lod Lakandula, retuvieron sus títulos y sus propiedades, aunque no el poder político real, que pasó a manos de la Casa de los Solimán.
En junio de 1570 los colonizadores españoles llegaron a la bahía de Manila, precisamente cuando el gobernador general Miguel López de Legazpi se encontraba buscando un lugar adecuado para establecer la capital del nuevo territorio. 
Cuando tuvo conocimiento de la existencia de un próspero asentamiento musulmán en la isla de Luzón, Legazpi envió a Martín de Goiti a reconocer el terreno. En Maynila, Rajah Sulaiman II, se negó a someterse, atacando a Goiti, quien consigue derrotarlo, tomando posesión de la ciudad en nombre del Rey de España. Goiti comunica su triunfo a Legazpi, que entonces se encontraba en la isla de Panay.
El 19 de junio de 1591, cuando las fuerzas españolas se acercaban, los indígenas quemaron Maynila, huyendo a Tondó y otros pueblos vecinos.

### Período Bolkiah
- «National Day of Brunei Darussalam (Editorial)», Manila Bulletin, 23 de febrero de 2006.
- Laput, Ernesto. «The nombre invader was a neighbor: Ang Unang Conquistador». Pinas: Munting Kasaysayan ng Pira-pirasong Bayan. elaput.com. Consultado el 5 de febrero de 2008.

### Periodo colonial
- Alabastro, Tony (29 de abril de 2002). «Soul of the Walled City (Brief History of Intramuros)». Archivado desde el original el 6 de septiembre de 2006. Consultado el 5 de febrero de 2008.
- Flores, Wilson Lee (22 de febrero de 2005), «Proud to be a Tondo Boy», The Philippine Star.
- Joaquin, Nick (1983). The Aquinos of Tarlac: An Essay on History as Three Generations. Manila, Philippines: Solar Publishing Corporation. (enlace roto disponible en Internet Archive; véase el historial, la primera versión y la última).

- Datos: Q1642472